# Nikola Žigić
Nikola Žigić (serbiska: Никола Жигић), född 25 september 1980 i staden Bačka Topola, Jugoslavien (nuvarande Serbien), är en serbisk före detta fotbollsspelare (anfallare) som avslutade karriären i Birmingham City.

## Karriär
Efter spel i bland annat Röda Stjärnan och FK Spartak kom Žigić till Spanien och Racing Santander 2006. Under sin enda säsong i klubben gjorde han 11 ligamål på 32 ligamatcher. Sommaren 2007 köptes han av Valencia men på grund av hård konkurrens från bland andra David Villa lånades Žigić ut till sitt förra lag Racing Santander i januari 2009 till sommaren. Under hans andra period i Santander gjorde Žigić 13 ligamål på 19 ligamatcher. I maj 2010 värvades han till den engelska Premier League-klubben Birmingham City.
Han debuterade i det serbiska landslaget 16 november 2003 och var en del av truppen till VM 2006 och VM 2010.
Med sin längd på 202 cm är Žigić en av de längsta professionella fotbollsspelarna i världen.

## Meriter

### I klubblag
Röda Stjärnan
- Serbien och Montenegros Högsta liga (2): 2003–04, 2005–06
- Serbien och Montenegro Cup (2): 2003–04, 2005–06

 Valencia CF
- Copa del Rey: 2007–08

 Birmingham City
- Engelska Ligacupen: 2010–11

### Individuellt
- Skyttekung i Serbien och Montenegros Högsta liga: 2003–04
- Årets idrottare i SD Crvena Zvezda (Röda Stjärnan): 2005
- Årets bästa serbiska fotbollsspelare: 2007